# Samia Yusuf Omar
(Samia Yusuf Omar, 2008)
Samia Yusuf Omar (in arabo سامية يوسف عمر‎?; Mogadiscio, 25 marzo 1991 – Mar Mediterraneo, 2 aprile 2012) è stata una velocista somala.

## Biografia
Nasce nel 1991 in una famiglia povera di Mogadiscio: la madre è una venditrice di frutta. Da sempre Samia ha la passione e l'attitudine per la corsa; quando Mo Farah, celebre corridore britannico di origine somala, appare su un giornale, lei lo appende nella camera che divideva con i suoi fratelli, nella speranza di poter diventare come lui ma gareggiando per il suo paese, la Somalia.
Dopo aver vinto tutte le gare per dilettanti somale, inizia a partecipare a gare per professionisti con l'aiuto del centro olimpico somalo, situato a Mogadiscio. Nel maggio del 2008 gareggia nei 100 metri piani ai campionati africani 2008, concludendo in ultima posizione la sua batteria.
Partecipa ai Giochi olimpici di Pechino 2008 nella gara dei 200 m piani, ottenendo il record personale di 32"16, l'ultimo tempo di tutte le batterie, venendo però comunque incoraggiata e applaudita dal pubblico presente allo stadio. Successivamente alla gara tutti i giornalisti la intervistano e lei commenta: "Avrei preferito essere intervistata per essere arrivata prima, invece che venire intervistata per essere arrivata ultima."
Incerte sono le circostanze della morte di Samia. Il connazionale Abdi Bile, ex mezzofondista e medaglia d'oro dei 1500 metri piani ai mondiali di Roma 1987, citato dalla scrittrice Igiaba Scego, sostiene che Samia è morta annegata nell'aprile del 2012, mentre stava cercando di raggiungere le coste italiane su un barcone di migranti partito dalla Libia, che ha fatto naufragio al largo di Malta. La giornalista Teresa Krug, di Al Jazeera, a lungo in contatto con lei, conferma successivamente che Samia avrebbe viaggiato attraverso Etiopia, Sudan e Libia con l'intento di giungere in Europa per trovare un allenatore che la mettesse in grado di partecipare ai Giochi olimpici di Londra 2012; ma all'inizio di aprile del 2012 sarebbe morta annegata nel naufragio dell'imbarcazione diretta a Lampedusa. La notizia della morte è poi stata confermata dalle agenzie di stampa internazionali.
La vita di Samia Yusuf Omar è stata raccontata nel romanzo Non dirmi che hai paura, scritto da Giuseppe Catozzella ed edito da Feltrinelli il 12 gennaio 2014, romanzo poi pubblicato in tutto il mondo, che è valso a Giuseppe Catozzella la nomina a Goodwill Ambassador UNHCR, Ambasciatore per l'Agenzia dei Rifugiati delle Nazioni Unite. Il romanzo è stato adattato per il cinema (Samia è interpretata da Ilham Mohamed Osman) e per il teatro.

## Palmarès
| Anno | Manifestazione      | Sede        | Evento      | Risultato | Prestazione | Note                          |
| ---- | ------------------- | ----------- | ----------- | --------- | ----------- | ----------------------------- |
| 2008 | Campionati africani | Addis Abeba | 100 m piani | Batteria  | 15"64       | Miglior prestazione personale |
| 2008 | Giochi olimpici     | Pechino     | 200 m piani | Batteria  | 32"16       | Miglior prestazione personale |